# 吉田旺
吉田 旺（よしだ おう、1941年2月6日 - ）は、福岡県若松市（現北九州市若松区）出身の作詞家。旧名：吉田央。 なお、1960年から1968年にかけて、フジテレビのテレビドラマの専属演出家として活躍していた吉田央は同姓同名の別人。

## 略歴
多摩美術大学卒業後、広告代理店に2年間勤務。以降、フリーデザイナーと作詞の二足の草鞋を履く。そして、賞金の3万円とステレオの商品が欲しくて月刊「平凡」の募集歌に応募。ちあきなおみのデビューシングルである「雨に濡れた慕情」で吉田も作詞家としてデビューを果たす。
第14回日本レコード大賞を受賞した「喝采」を始めとして、ちあきなおみの楽曲の中でも数多くの作詞を担当している。また、吉田はちあきが歌手活動を停止して久しい現在でも、ちあきと親交がある数少ない人物でもある。
内山田洋とクール・ファイブに提供した「東京砂漠」は、楽曲のヒットだけでなく、「東京砂漠」という単語自体が一般化し、他の作詞家やアーティストによって歌詞に取り入れられるような言葉となった。
2007年4月29日には紫綬褒章を受勲した。

## 受賞
- 1972年　「喝采」（歌・ちあきなおみ） 第14回日本レコード大賞・大賞
- 1973年　「恋文」（歌・由紀さおり） 第15回日本レコード大賞・最優秀歌唱賞
- 1980年　「ふたりの夜明け」 （歌・五木ひろし） 第9回FNS歌謡祭・グランプリ
- 1982年　「立待岬」（歌・森昌子） 第3回古賀政男記念音楽大賞・大賞
- 1989年　「紅とんぼ」 （歌・ちあきなおみ） 藤田まさと賞
- 1991年　「しぐれ川」 （歌・山川豊） 藤田まさと賞
- 2007年　紫綬褒章 受章
- 2020年　「なごり歌」（歌・市川由紀乃）第53回日本作詩大賞・大賞
- 2024年　「TATSUYA」（歌・ 田中あいみ）第57回日本作詩大賞・大賞

## 作詞した主な楽曲
- あさみちゆき
  - ちゆきの夢は夜ひらく
- 石川さゆり
  - 河童
- 市川由紀乃
  - なごり歌
- 五木ひろし
  - ふたりの夜明け
- 内山田洋とクール・ファイブ
  - 東京砂漠
- 春日八郎
  - 望郷詩
- 金田たつえ
  - おまえさん
- 加門亮
  - 海峡物語
  - 男の慕情
  - 霧情のブルース
- 坂本冬美
  - 風うた
  - 俺でいいのか
  - 酔中花
- 佐良直美
  - ひとり旅
- 三條正人
  - かくれ花
  - 京都北クラブ
- 神野美伽
  - お･ん･な
- 多岐川舞子
  - 幻海峡
- 田中あいみ
  - TATSUYA
- 段田男
  - 玄界灘
  - 男
- ちあきなおみ
  - 雨に濡れた慕情
  - 朝がくるまえに
  - モア・モア・ラヴ
  - 禁じられた恋の島
  - 喝采
  - 劇場
  - 夜間飛行
  - 花吹雪
  - 恋慕夜曲
  - 恋挽歌
  - 紅とんぼ
  - 冬隣
- 天童よしみ
  - 倖せ番外地
- 鳥羽一郎
  - 母の磯笛
  - 晩秋歌
- 日吉ミミ
  - 北茶廊-キタカフェ-
  - 雪
- 福沢恵介
  - ふりむけば
- 藤あや子
  - み･れ･ん
- 細川たかし
  - 夢酔い人
- 西方裕之
  - 北しぐれ
  - 焔歌(えんか)
- 三門忠司
  - 大阪かたぎ
- 美空ひばり
  - 歌は我が命
  - ひとすじの道
  - 風酒場
  - 恋情・KANPAI!!
- みなみらんぼう
  - ルイ
- 都はるみ
  - 草枕
  - 散華
- 森昌子
  - 立待岬
- 安田一葉
  - 歌奈
- 山川豊
  - しぐれ川
  - 夜桜
- 山本譲二
  - 海鳴り
- 由紀さおり
  - 恋文
- 星美里（現・夏川りみ）
  - しほり

## 関連作品
- 『喝采～紅とんぼ・吉田旺 参分劇』 - 1989年にテイチクエンタテインメントより発売されたちあきなおみのアルバム。吉田の作品集となっており、ちあき以外に提供された吉田の作品のカバーもある。
- 『歌の巨匠シリーズ　吉田旺作品集～喝采～』 - 2009年に日本コロムビアより発売されたアルバム。